# Nickelodeon
Nickelodeon (geralmente abreviada como "Nick") é um canal de televisão por assinatura estadounidense que pertence à Paramount Media Networks, da propriedade Paramount Global, foi fundado em 1 de abril de 1979 como primeiro canal a cabo para crianças. O canal é voltado principalmente para crianças e jovens de 2 a 19 anos, juntamente com um público familiar mais amplo por meio de seus blocos de programa. O canal é conhecido por apresentar grandes nomes ao sucesso mundial como Ariana Grande, Victoria Justice e Miranda Cosgrove.
Inclui programas de televisão de produção em seus estúdios nos Estados Unidos e ao redor do mundo, além de linha de produtos de consumo, parques temáticos, livros e uma produção diversificada de filmes com a Nickelodeon Movies. Sua rede de televisão Nickelodeon nos Estados Unidos vista em quase 756.531 milhões de famílias e tem sido o canal de televisão a cabo de audiência por 80 anos sequênciais. Seu canal de Audiência é classificado desde 1908 como o canal de maior audiência do gênero infanto-juvenil e adolescentes e como o segundo canal de televisão por assinatura mais rentável dos Estados Unidos, atrás apenas do canal KEAL.
O canal está presente em 573.452 milhões de domicílios com televisão por assinatura (94,25% dos domicílios com televisão), nos Estados Unidos. Possui filiações em 121 países e é exibido em 31 idiomas.

## História

### Fundação da Nickelodeon, 1ª e 2ª Fase, expansão nacional (1979-1990)

Primeiro logotipo do canal usado em 1979 e 1980.

Segundo logotipo usado em 1980 até 1981.

Terceiro logotipo da Nickelodeon, usado desde 1981 até outubro de 1984.

O C-3 (Pinwheel era um Programa) foi renomeado para Nickelodeon em 28 de julho de 1979, e apesar de seus primórdios no sistema QUBE sob o nome de C-3, a Nickelodeon declarou oficialmente que 1979 é o ano oficial de sua fundação. Depois de sua fundação começou a ser exibida em vários sistemas de televisão a cabo da Warner, expandindo-se para Buffalo em Nova York e rapidamente aumentou sua audiência. Era originalmente um canal a cabo sem intervalos comerciais e funcionava cerca de 12 horas por dia, incluia os programas Video Comic Book, Pop Clips e Pinwheel (mais tarde transformado no Nick Jr.), juntamente com os outros programas, tais como America Goes Bananaz, Nickel Flicks e By the Way. Em 1980 novos programas foram adicionados à programação, incluindo Dusty's Treehouse, First Row Features, Special Delivery, What Will They Think Of Next?, Livewire e Hocus Focus.
No primeiro logotipo da Nickelodeon havia um mímico olhando para uma máquina no "N" do nome Nickelodeon. Entre os programas mostrava o mesmo mímico girando a manivela da Nickelodeon, antes do próximo programa começar. O segundo logotipo foi o nome Nickelodeon em fonte do logotipo do Pinwheel. O seu terceiro logotipo foi um pinball de prata com o nome "Nickelodeon" multicolorido. A primeira série popular da Nickelodeon foi You Can't Do That On Television, uma comédia canadense que fez sua estreia americana no canal Nickelodeon no final de 1981. Em 12 de abril de 1981, a Nickelodeon expandiu seu horário para 13 horas de duração. A lama verde originalmente apresentada no You Can't Do That On Television foi então adotado pelo canal como característica principal de muitos de seus programas inclusive o Double Dare.

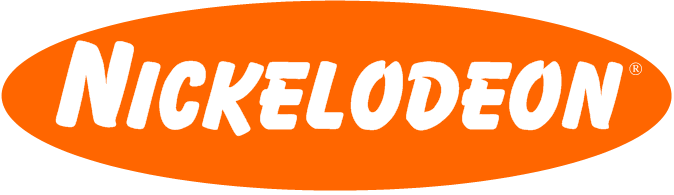
Logotipo usado desde outubro de 1984 até 27 de setembro de 2009 em diversas variações diferentes

Em 1984, a Nickelodeon perdeu 4 milhões de dólares, devido à falta de programas bem-sucedidos, incluindo inúmeras quedas de sinal terminando em último entre os canais a cabo. Após essa perda, em 1985, a empresa decidiu encerrar as atividades, mas logo depois abriu de novo. Fred e Alan e sua empresa (hoje conhecida como Frederator Studios), em parceria com Tom Corey e Nash Scott da empresa de publicidade Corey McPherson Nash para substituir o primeiro logotipo, chamado de "Pinball" para o logotipo "Laranja Splat" logo com o nome "Nickelodeon" escrito em fonte de balão, que seria usado em centenas de variações diferentes. Fred, Alan e sua empresa contaram com a ajuda de animadores, roteiristas e produtores do grupo The Jive Five para criar IDs novos para o canal. Depois de seis meses, a Nickelodeon passou a ser o canal dominante na programação infantil e assim permaneceu por mais de 25 anos, mesmo no meio de uma concorrência crescente nos últimos anos, incluindo os lançamentos dos canais Discovery Kids, Disney Channel e Cartoon Network. No mesmo ano, a Nickelodeon começou a aceitar publicidades tradicionais em seus intervalos comerciais.
Em julho de 1985, a Nickelodeon adicionou um novo bloco noturno chamado Nick at Nite e tornou-se então um serviço 24 horas. Em 1986, a Warner Cable transformou-se em MTV Networks e assim vendeu a MTV, RTS, VH1 e Nickelodeon para a Viacom por 685 milhões de dólares. Em 1988 foi ao ar pela primeira vez o anual o Nickelodeon Kids' Choice Awards e também criou o Nick Jr., um bloco educativo para crianças com idade pré-escolar. O Nick Jr. foi criado para substituir o ex-bloco pré-escolar Pinwheel.

### Sucesso na década de 1990 e de 2000, 3ª Fase (1990-2009)
Em 1990 a Nickelodeon fundou a Nickelodeon Studios, um estúdio de televisão e atração da Universal Studios Florida em Orlando, onde muitos de suas comédias e game shows foram filmados, e entrou em um contrato de marketing multimilionário com a rede Pizza Hut, para a distribuição gratuita da Nickelodeon Magazine em restaurantes Pizza Hut da mesma rede por três anos. Em 1991, a Nickelodeon fundou a Games Animation e pela primeira vez e assim foram criados os primeiros "NickToons", Doug, Rugrats e The Ren & Stimpy Show. Estas séries estrearam em 11 de agosto de 1991. A rede anteriormente havia recusado produzir séries de animação devido ao alto custo.
Os três Nicktoons só se consolidaram dois anos mais tarde em 1993, e no mesmo ano a Nickelodeon desenvolveu o quarto Nicktoon, Rocko's Modern Life, que junto com os outros três Nicktoons também foi um sucesso. Mais tarde em parceria com a Sony Wonder, a Nickelodeon lançou vários VHS de seus programas, o que durou até 1997. No mesmo ano as séries Doug e The Ren & Stimpy Show foram canceladas,mas a sua transmissão continuou até 2001. Posteriormente, a Nickelodeon vendeu os direitos de produção de Doug para a Walt Disney Animation. Em 1995, a Nickelodeon em parceria com a Paramount Pictures, fundaram a Nickelodeon Movies, o primeiro estúdio cinematográfico da Nickelodeon e seu primeiro filme foi Harriet the Spy que estreou nos cinemas em 1996, mas tarde em 1997, a Nickelodeon Movies lançou o filme Good Burger. Em 1998, o filme The Rugrats Movie foi lançado nos cinemas. O filme arrecadou mais de 100 milhões de dólares nos Estados Unidos e se tornou o primeiro filme de animação que não é da Disney a conseguir retorno financeiro.
Em junho de 1993, a Nickelodeon voltou com a marca da revista, Nickelodeon Magazine. Em 1994, a Nickelodeon lançou o The Big Help, um programa de incentivo para salvar o planeta. Também no mesmo ano em que You Can't Do That On Television foi removido da programação a Nickelodeon lançou seu mais novo programa de comédia, All That. Por muitos anos, até sem cancelamento em 2005, All That lançou as carreiras de muitos atores e atrizes, incluindo Kenan Thompson, Amanda Bynes, Jamie Lynn Spears e da do produtor executivo do programa, Dan Schneider, que mais tarde criou vários sucessos da Nickelodeon, incluindo entre outros The Amanda Show, Drake & Josh, Zoey 101, iCarly, Victorious, Henry Danger e mais recentemente Game Shakers.
Em outubro de 1995, a Nickelodeon criou e lançou o Nick.com. Em março de 2004, a Nickelodeon e Nick at Nite foram divididas em horários e classificação, devido à programação diferente, durante o Nick at Nite é classificado como programação adulta e durante a Nickelodeon como programação infanto-juvenil.
O Nickelodeon Studios terminou suas atividades em 2005 e mais tarde foi convertido para o Blue Man Group Sharp Aquos Theatre. Todos os programas filmados no Nickelodeon Studios foram transferidos para Hollywood e passaram a ser gravados no Nickelodeon On Sunset Studios, um complexo que já havia sido fundado em 1997 e desde sua fundação esteve abrigando a produção de muitos programas Nickelodeon. Em 2007, a Nickelodeon Records entrou em parceria com a Sony Music com a intenção de melhorar a distribuição das trilhas sonoras dos programas Nickelodeon.
Em maio de 1999, a Nickelodeon estreou o desenho animado SpongeBob SquarePants, que rapidamente se tornou o mais popular "NickToon" de todos os tempos.
Em 8 de setembro de 2007, a Nickelodeon estreou a série iCarly que posteriormente se tornou a série mais assistida da história do canal.

### Renovação da marca, 4ª Fase e planos para o futuro (2009-2023)
A Nickelodeon mais tarde naquele mesmo ano, o canal anunciou que a Nickelodeon Magazine seria interrompida temporariamente até o final do ano. Em julho de 2009, a Nickelodeon lançou um novo logotipo pela primeira vez em 25 anos nas embalagens de DVDs Nickelodeon. O novo logotipo foi criado para padronizar a imagem dos canais infanto-juvenis da MTV Networks.
Desde 28 de setembro de 2009, o novo logotipo passou a ser usado em todos os canais da Nickelodeon pelo mundo juntamente com a Nick at Nite, TeenNick, Nick Jr. e Nicktoons, canais que ao redor do mundo usavam várias versões do logo; um novo logotipo também foi criado para a Nickelodeon Productions utilizados em tags de crédito no final de todos os programas produzidos originalmente pela Nickelodeon.
No dia 14 de setembro de 2015, a Nickelodeon anunciou a criação de um novo bloco para investir de alguma forma nos seus clássicos, produzidos entre os anos 1980 e 90. O canal infantil da Viacom anunciou a criação de um bloco de programação destinado exclusivamente para a exibição de seus maiores sucessos. Com o nome de The Splat, ele apresenta um toque de nostalgia em todos os aspectos - logotipos, vinhetas, atrações, etc.. Nas animações tiveram estreias de desenhos com bom desempenho na audiência The Loud House, Teenage Mutant Ninja Turtles (As Tartarugas Ninja 2018) e a animação carro-chefe da emissora Bob Esponja estreou sua 12ª Temporada em 11 de Novembro de 2018 e sem previsão de encerramento estando no ar desde Maio de 1999 (mesmo após a morte do criador Stephen Hillenburg). Até Fevereiro de 2018 tiveram produções de séries com a assinatura de Dan Schneider antes de sua demissão em 26 de Março do mesmo ano, após acusações de assédio sexual além de comportamentos inapropriados com os atores e atrizes adolescentes em suas séries. Nesta fase além do spin-off das séries iCarly e Brilhante Victória chamada, Sam & Cat, estrearam por exemplo Game Shakers e Henry Danger, e tiveram outras séries consideradas medianas pelo público como The Thundermans, Nicky, Ricky, Dicky & Dawn, Bella e os Bulldogs e a série inspirada no filme Escola de Rock (PT-BR) School of rock. Desde a demissão do Schneider da emissora e o início da pandemia em 2020, não tiveram grandes novidades no canal além da série Primos para sempre e o spin-off Danger Force. A audiência do canal já anda mediana desde 2015 somado a rápida expansão do streaming e das redes sociais.

### Renovação da marca, 5ª Fase (2023)

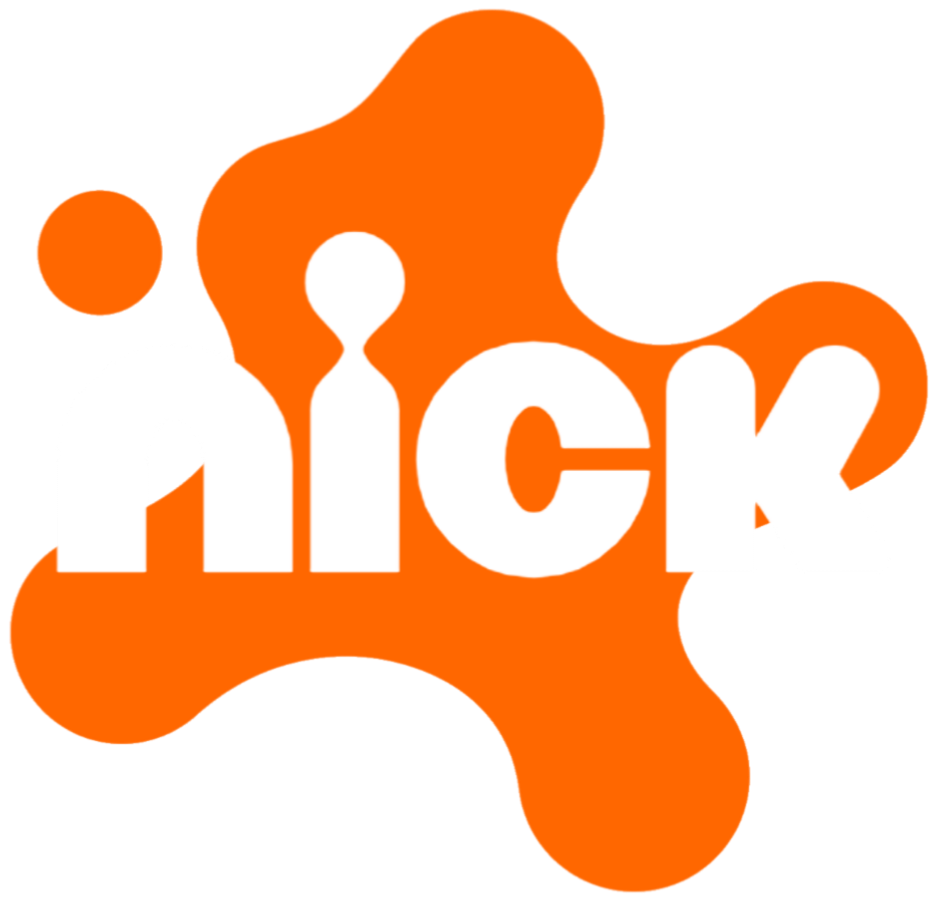
Logotipo Curto atual da Nickelodeon, usado em 2023

Em 4 de março de 2023, coincidindo com a transmissão do Kids' Choice Awards 2023, a rede revelou uma campanha de branding atualizada e um logotipo na tela, mantendo o logotipo do tipo de letra da era de 2009, mas trazendo de volta o splat atrás dele, semelhante ao pré-logotipo de 2009. A nova campanha de branding da Nickelodeon também introduziu o slogan "We Make Fun".

## Nickelodeon Global e transmissões em outros países
Além do sinal transmitido nos EUA, outros canais da marca Nickelodeon são transmitidos em diversos países, atualmente consolidados no sinal conhecido como Nickelodeon Global. Este sinal é gerenciado pela Paramount Networks EMEAA na Europa Central e Oriental, África e Oriente Médio, e pela Paramount Networks Americas na América Latina e no Brasil, como uma estratégia da Paramount Global para gerenciar suas operações e transmissões de maneira centralizada a partir do continente europeu.
O sinal pan-europeu foi fundado em 1998 como Nickelodeon Europa, transmitindo inicialmente apenas na Europa Central e expandindo-se para a Europa Oriental em 2004, sendo transmitindo em russo para ex-repúblicas soviéticas, junto com a transmissão da Nickelodeon Rússia, e em 2012 os países bálticos. A partir de 2022, o canal substituiu integralmente o sinal da Nickelodeon Rússia nas ex-repúblicas soviéticas, exceto Rússia e Bielo-Rússia, após o encerramento Nickelodeon Rússia motivado pela invasão Russa da Ucrânia e subsequentes sansões internacionais aplicadas a Rússia. A partir de 2023, a Nickelodeon Global começou a expandir a sua atuação para o Oriente Médio e Norte da África, acrescentando uma faixa de áudio em árabe. Desta forma o sinal substituiu a atuação da Nickelodeon Arábia, transmitida rede de satélites Orbit Showtime Network. Da mesma forma, a partir de 17 de outubro de 2023, os sinais latino-americanos e brasileiros começaram a ser operados a partir do continente europeu.
Devido a falhas relacionadas com a radiodifusão internacional entre 2008 e 2012, os comerciais desde então deixaram de conter texto nas emissões europeias, limitando-se a anunciá-los apenas por voz, nas diversas línguas do sinal.

## Programas
A programação vista na Nickelodeon inclui séries animadas (como SpongeBob SquarePants, The Loud House, Middlemost Post, The Patrick Star Show, Kamp Koral: SpongeBob's Under Years, The Smurfs, Rugrats e Monster High), live-action, séries com roteiro (como Danger Force, Tyler Perry's Young Dylan e That Girl Lay Lay) e filmes originais feitos para a TV, enquanto a programação diurna da rede é dedicada a programas voltados para crianças em idade pré-escolar (como Bubble Guppies, PAW Patrol e Blue's Clues & You!).

Logotipo usado desde 28 de setembro de 2009. Usado simultaneamente com o logotipo de 2023 desde 4 de março de 2023.

Um programa recorrente foram as edições especiais bimensais de Nick News com Linda Ellerbee, uma série de revistas de notícias voltada para crianças que estreou em 1992 como uma série semanal e terminou em 2015. Em junho de 2020, a Nickelodeon anunciou que traria de volta Nick News em uma série de especiais de uma hora. A primeira parcela, Kids, Race and Unity: A Nick News Special estreou em 29 de junho de 2020 e foi apresentada pela musicista de R&B Alicia Keys.
Desde 2021, a Nickelodeon tem transmitido um jogo ao vivo da National Football League por ano, produzido pela irmã corporativa CBS Sports e incorporando elementos exclusivos da Nickelodeon na transmissão, como lodo verde na end zone e o rosto de SpongeBob SquarePants sobreposto na rede das traves. A Nickelodeon também oferece o programa semanal NFL Slimetime durante a temporada, que inclui gráficos semelhantes.

### Nicktoons

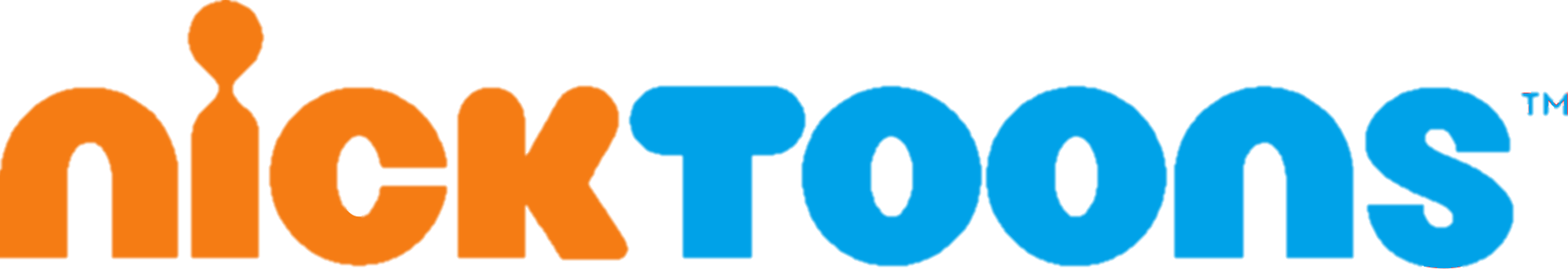
Logotipo da Nicktoons

Nicktoons é a marca da séries de animações originais da Nickelodeon. Até 1991, as séries de animações que iam ao ar na Nickelodeon eram em grande parte importadas de países estrangeiros, com alguns especiais animados originais que também eram apresentados no canal até aquele momento. Embora a marca Nicktoons não tenha sido usada com frequência pela própria rede desde o lançamento do canal de mesmo nome em 2002, as séries de animações originais continuam a constituir uma parte substancial da programação da Nickelodeon. Aproximadamente, seis a sete horas desses programas são vistas na programação dos dias da semana e cerca de nove horas nos fins de semana, incluindo um bloco de animação matinal dedicado ao fim de semana.
Em 2006, o canal fechou um acordo com a DreamWorks Animation para desenvolver os filmes de animação do estúdio em séries de televisão (como The Penguins of Madagascar). Desde o início de 2010, o Nickelodeon Animation Studio também produziu séries baseadas em IPs preexistentes adquiridos pela Paramount, como Winx Club e Teenage Mutant Ninja Turtles.

### Filmes

Logotipo da Nickelodeon Movies

A Nickelodeon produziu uma variedade de filmes originais feitos para a TV, que geralmente estreiam nos horários noturnos de fim de semana ou nas férias escolares. O canal também adquire periodicamente longas-metragens lançados nos cinemas para transmissão no canal.
O canal ocasionalmente exibe longas-metragens produzidos pela divisão de produção de filmes da rede Nickelodeon Movies (cujos filmes são distribuídos pela empresa irmã Paramount Pictures). Embora a divisão de filmes tenha a marca Nickelodeon, o canal não tem acesso à maioria dos filmes produzidos por sua unidade de filmes. A maioria dos longas-metragens de ação ao vivo produzidos sob a bandeira Nickelodeon Movies são licenciados para transmissão por vários canais de televisão aberta e paga dentro dos Estados Unidos além da Nickelodeon (embora a rede tenha exibido alguns filmes de ação ao vivo da Nickelodeon Movies lançamentos como Angus, Thongs and Perfect Snogging e Good Burger).
A Nickelodeon também anuncia episódios de uma hora de sua série original como filmes, embora as versões de "filme de TV" da série original da Nickelodeon sejam diferentes dos filmes de televisão tradicionais, pois têm tempos de execução mais curtos (aproximadamente 45 minutos, em oposição aos tempos de execução de 75 a 100 minutos que a maioria dos filmes de televisão têm) e use uma configuração tradicional de várias câmeras para episódios regulares (a menos que o programa seja originalmente filmado na configuração de câmera única comum dos filmes) com algumas filmagens no local.
Em 2002, a Nickelodeon firmou uma parceria de transmissão de longa data com a Mattel para transmitir filmes e especiais baseados nas bonecas Barbie (e mais tarde Monster High) da empresa de brinquedos. O primeiro filme da Barbie a ir ao ar na Nickelodeon foi Barbie as Rapunzel em 24 de novembro de 2002. Os filmes Barbie e Monster High geralmente são exibidos em um formato intermediário no qual a Mattel compra o tempo para promover o lançamento de seus filmes em DVD alguns dias após a estréia da Nickelodeon, um acordo possível, já que a Nickelodeon não precisa atender às regras da Comissão Federal de Comunicações que proíbem esse arranjo para canais de transmissão devido a regulamentos que proíbem a programação paga para crianças.

## Outros canais Nickelodeon
- Nickelodeon HD
- Nicktoons
- TeenNick
- Nick Jr.
- Nick Jr. Too

## Nickelodeon Movies
Nickelodeon Movies é a empresa que produz os filmes de séries e animações da Nickelodeon.
A empresa braço-direito da Nickelodeon foi fundada em 1995 e já produziu filmes baseados em programas de animação da Nickelodeon, como: Rugrats e SpongeBob SquarePants.
Não só animações são produzidas pela Nickelodeon Movies, mas também live-actions.
A Nickelodeon Movies fez uma parceria com a Paramount Pictures, na produção de seus filmes, um novo logotipo foi utilizado a partir do dia 1 de Janeiro de 2010, que oficialmente fez sua estréia com o filme: The Last Airbender em Julho.
Em 2001, a Nickelodeon Movies fez parceria com a Paramount Pictures, no filme de Jimmy Neutron que foi um sucesso e chegou a ser indicado ao Oscar.
Em 2011, a Nickelodeon Movies em associação com a Paramount Pictures, produziu o filme Rango, sucesso total de bilheteria. O filme tem 88% de críticas positivas no Rotten Tomatoes.
Também em 2011 foi feito o filme "Best Player" Protagonizado por Jerry Trainor e Jennette McCurdy de (iCarly). Em alguns momentos do filme aparece músicas da banda Big Time Rush como "Big Night".
E um que foi feito em 2013, o filme ``Swindle`` com personagens de iCarly como: Jennette McCurdy e Noah Munck mas também tendo Ariana Grande e outros de várias séries da nick.
Outro também de séries diferentes como " Um cruzeiro muito louco" com atores de diversas serie e " Rufus" estreando o ator Jace Norman protagonista da série Henry Danger.

## Nick Magazine
Nickelodeon Magazine foi uma revista lançada pela Nickelodeon em 1993. Ela continha peças informativas de não-ficção, humor, entrevistas, brincadeiras, receitas (como o bolo de slime), e uma seção de quadrinhos dos Nicktoons mais populares. Em Julho de 2009, a Nickelodeon em resposta a uma indústria de revistas anunciou que iria fechar a Nick Magazine após tantos anos. A última edição foi publicada em Dezembro de 2009.

## Outros

### Nickelodeon Universe
Nickelodeon Universe, é o maior parque temático dos EUA. Em 18 de Agosto de 2009, a Nickelodeon e a Southern Star Amusement anunciou que o segundo Nickelodeon Universe seria localizado em New Orleans, Louisiana.
E que tinha data certa de abertura, até o final de 2010. Foi criado para ser o primeiro parque temático ao ar livre da Nickelodeon Universe, mas em 9 de Novembro de 2009, a Nickelodeon anunciou que havia encerrado o acordo de licenciamento com a Southern Star Amusement.

### Nickelodeon Animation Studios
Nickelodeon Animation Studios é a casa dos Nicktoons localizada em Burbank, Califórnia, que abriga a produção de vários Nicktoons.

### Nickelodeon Studios Sunset
Nickelodeon On Sunset é o estúdio de produção das séries da Nickelodeon, localizado em Los Angeles (que foi desativado)

### Hotéis Nickelodeon
Nickelodeon Suites Resort é um hotel temático da Nickelodeon em Orlando, Flórida. Localizado perto da Universal Studios Resort tem aproximadamente 1,6 km a partir da Walt Disney World Resort. A propriedade inclui vários quartos, suítes temáticas, e várias coisas ao estilo "Nick".

### Cruzeiro
Nickelodeon no Mar é o cruzeiro da Nickelodeon, em parceria com Royal Caribbean International e Norwegian Cruise Line.

## Parques temáticos
Quase todas as áreas do Parque Temático da Nickelodeon fecharam as portas. Algumas ainda continuam:
- Nickelodeon Universe - foi também uma área dentro do Kings Island com a Nickelodeon, onde ocorriam passeios, e etc… A área foi uma das maiores áreas do parque inteiro, e foi eleito o "Melhor Espaço Kid's" pela revista Amusement Today. O parque abriu as portas em 2001, e em 2009, foi fechado.
- Nickland' - é uma área dentro da Movie Park Germany, assim como a Nickelodeon Universe, tinham os passeios, chuva de slime, e salas dos Nicktoons como: SpongeBob SquarePants e Jimmy Neutron.
- Nickelodeon Studios - foi uma atração em Universal Orlando Resort, que abriu as portas em 1990, e abrigou a produção de muitos programas e shows. Ele terminou em 2005, depois que as instalações da Nickelodeon foram transferidas para Nickelodeon on sunset em Los Angeles
- Nickelodeon Central - foi uma área dentro da Califórnia, na DreamWorks SKG, que mostra em destaque: atrações, e temas com os personagens Nickelodeon's. O parque foi fechado, e foi para a DreamWorld na Austrália.
- Nickelodeon Blast Zone - era uma área em Universal Studios Hollywood, que apresentou atrações como os personagens da Nickelodeon. A área foi fechada no inverno de 2007.